# Catharsius platicornis
Catharsius platicornis là một loài bọ cánh cứng trong họ Bọ hung (Scarabaeidae).